# Billy Jones
William „Billy” Jones (ur. 24 marca 1987 w Shrewsbury) – angielski piłkarz występujący na pozycji obrońcy w angielskim klubie Sunderlandzie. Wychowanek Crewe Alexandra, w swojej karierze grał także w takich zespołach jak Preston North End oraz West Bromwich Albion. Młodzieżowy reprezentant Anglii.